# Cổng làng

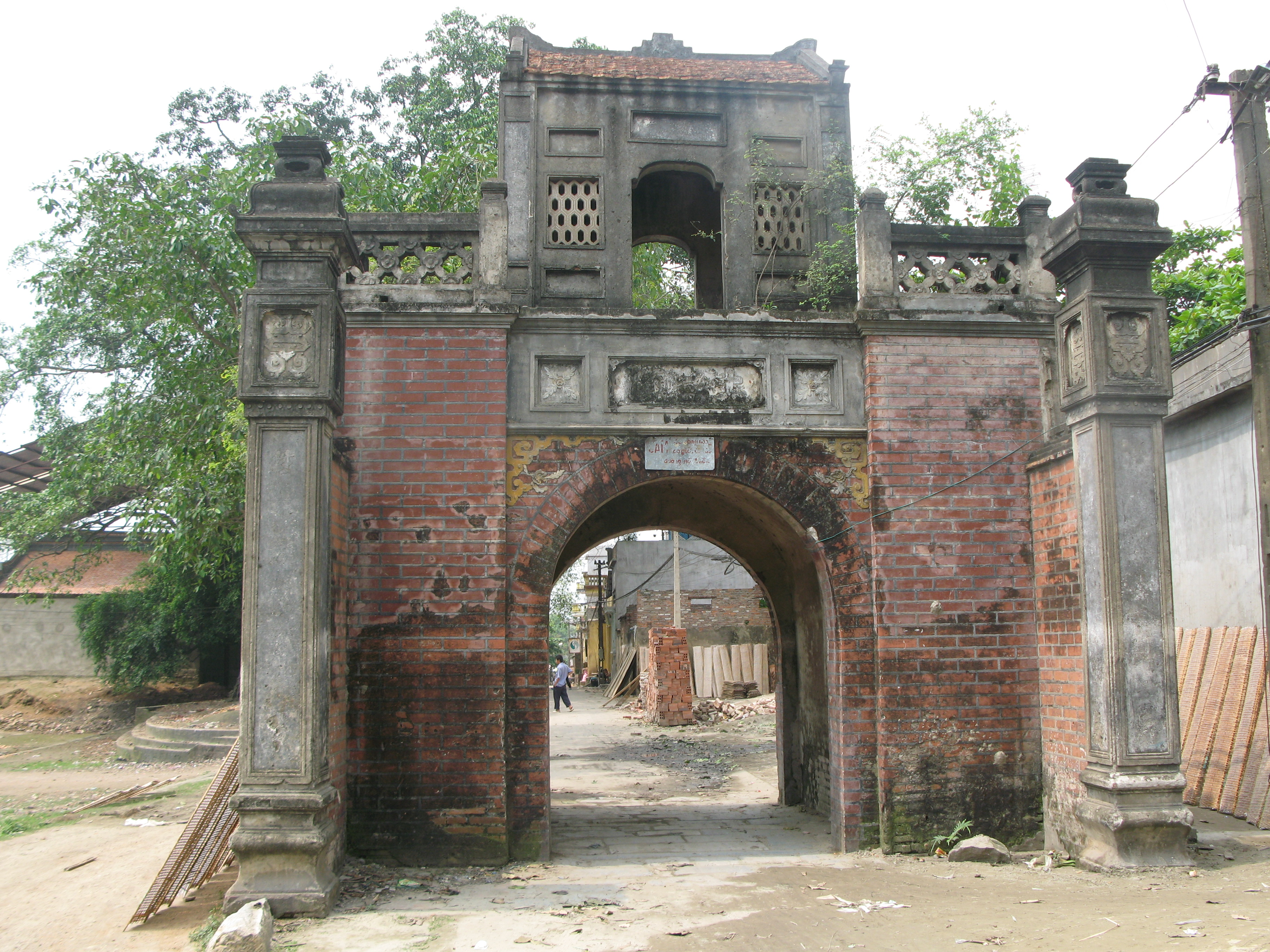
Cổng làng Thổ Hà, Bắc Giang

Cổng làng là một loại công trình kiến trúc có tính cách phòng thủ nhưng sang thời hiện đại thì phần lớn nặng phần tượng trưng với giá trị lịch sử hoặc mỹ thuật. 

## Khái niệm
Cổng làng là sản phẩm kiến trúc cổ của người Việt. Cổng làng phân chia phần đất thổ cư (đất làm nhà ở, vườn) và phần đất canh tác (đất trồng lúa, trồng khoai, hoa màu). Người sống thì sống sau cái cổng làng, người chết thì chôn bên ngoài cổng làng. Cổng làng có vị trí rất quan trọng trong đời sống thực và đời sống tâm linh của con người.

## Chức năng
Ngôi làng truyền thống Việt Nam vào đầu thế kỷ 20 ở trung châu sông Hồng thường tập trung gọn vào một phạm vi không gian bao bọc bởi lũy tre. Làng thường có một lối vào chính, gọi là cổng trước hay cổng tiền; và một lối nhỏ hơn gọi là cổng sau. Việc xuất nhập bị hạn chế qua hai lối này. Lối đi từ cổng trước đến cổng sau là con đường chính trong làng.
Cổng là ranh giới ước lệ, biểu hiện quyền uy của làng xã. Có làng còn dựng cả bia với hai chữ Nho 下馬 hạ mã ở bên cổng để nhắc nhở ai qua cổng, ngay cả những người quyền quý cũng phải xuống ngựa để tỏ ý tôn trọng lệ làng.
Thời loạn lạc cổng làng được đóng kín, nhất là ban đêm lại có thêm tuần phu canh gác.

### Cổng trước, cổng sau
Trong khi cổng trước mang nhiệm vụ nghênh tiếp, cổng sau hàm ý tiễn đưa. Ví dụ như người chết thì sẽ được đưa ra tha ma bằng cổng sau. Người bị làng phạt vạ cũng phải đi cổng sau.
1. Cổng tiền: tức cổng trước thường trổ về hướng Đông Nam, hướng của gió lành, hướng của mặt trời mọc. Cổng tiền là Cổng chính, cổng trước của làng, thường dành cho người sống; Cổng tiền là nơi đón người đi làm đồng về, đón khách lạ, đón quan kinh lý, đón người đăng khoa đỗ đạt, đón kẻ tha hương cầu thực trở về bản quán và quan trọng nhất là đón dâu mới nhập làng. Nghĩa là đón nhận những gì tốt đẹp nhất - Đón sự sống, đón phúc lộc vào ngôi làng.
2. Cổng hậu: tức cổng sau thường trổ ra hướng Tây, hướng mặt trời lặn. Cổng hậu là cổng phụ, cổng sau của làng, thường dành cho người chết; Cổng hậu dành để tiễn người chết ra nghĩa trang, tống khứ kẻ xấu ra khỏi làng. Kẻ nào bị làng phạt vạ đuổi khỏi làng bao giờ cũng phải đi ra bằng cổng hậu. Nghĩa là cái cổng hậu có chức năng tống tiễn những gì không xứng đáng được tồn tại trong làng - Ma quỷ, trộm cắp, bất lương... ra khỏi cõi sống, xua đuổi chúng vào cõi chết.

## Dáng cổng
Cổng làng có thể mang dạng cổng tam quan hay còn gọi là tam môn, tức ba lối đi: một lối chính và hai lối ngách. Lối ngách dùng hàng ngày; chỉ khi có nghi lễ mới mở lối giữa. Thông thường thì cổng chỉ làm một lối xây vòm (cuốn tò vò) hoặc vuông góc. Cổng trước xây to lớn hơn, trên trán cửa thì ghi tên làng hoặc một câu liên quan đến địa phương đó, làm như bức hoành phi. Trường hợp làng Nhị Khê, huyện Thường Tín, thuộc Hà Nội nơi có đền thờ đại công thần Nguyễn Trãi thì cổng làng viết bốn chữ 如見大寶 Như kiến đại bảo, nghĩa là "như thấy điều quý báu lớn" nói lên niềm tự hào của làng. Dù cho loại xây chỉ có một lối đi, cổng làng có thể xây thêm hai "cổng mã" hai bên, tức hình dáng như một lối đi nhưng xây bít đặc. Để cân đối, có khi đắp thêm trụ biểu cao ở hai bên như cổng làng Thổ Hà. Làng văn vẻ hoặc trù phú còn làm thêm câu đối vinh danh hoặc ca tụng lịch sử làng. Cổng làng Vân, tỉnh Bắc Giang có truyền thống nấu rượu ngon nên cổng làng viết đôi câu đối:
Vân hương mỹ tửu lừng biển Bắc
Chiến công Như Nguyệt rạng trời Nam.
Cũng như những công trình xây cất truyền thống khác, phép chọn phương hướng để xây cổng làng bị chi phối bởi học thuật phong thủy. Lý tưởng nhất thì cổng trước nhìn ra hướng đông, cổng sau ra hướng tây.
Vật liệu xây là gạch hoặc đá đắp thêm vữa, trên làm mái. Cầu kỳ thì làm hai tầng mái (chồng diêm) hoặc xây gác giống vọng lâu với mái cong. Nóc mái thì đắp rồng, phượng, cá hóa long, quả bầu v.v. Làng nghèo thì cổng chỉ bằng gỗ tre.
Bố cục thường gắn bó với cổng làng là cây đa nên biểu tượng chung của làng quê Việt Nam miền Bắc là: cây đa, giếng nước, sân đình vì đó là ba nơi tụ họp của mọi tầng lớp xã hội nông thôn.

## Hiện trạng
Cổng làng sang thế kỷ 20 dần mất địa vị nguyên thủy vì đà phát triển không gian của thôn làng và hướng mở rộng hội nhập. Xu hướng này đã phá hủy một số công trình, nhất là ở những khu vực đô thị hóa nếu không được bảo tồn. Nhu cầu giao thông đã khiến nhiều làng phá bỏ cổng vì lối đi không rộng đủ để xe cộ qua lại. Ngược lại có làng đã cố duy trì những công trình kiến trúc cổ, trong đó có cổng làng như làng Đường Lâm để thu hút du khách.
Nói chung thì làng xóm Việt Nam nay không còn có hai cái cổng như xưa. Ngôi làng hiện đại thời nay đã phá tung cái cổng để cho xe công nông, ô tô đi lại dễ dàng. Thay vào cái cổng làng đẹp đẽ giàu ý nghĩa thì ngày nay đôi khi cổng chỉ là cái barie bằng ống nước mòn gỉ, hoặc đơn giản hơn là một cây tre chắn ngang để thu tiền lộ phí. Từ ý nghĩa văn hoá, giáo dục và quan niệm về sự sống, cái chết của cổng làng đã được thay thế bằng quan niệm thực dụng đơn thuần và thuận tiện.

## Cổng làng trong văn học

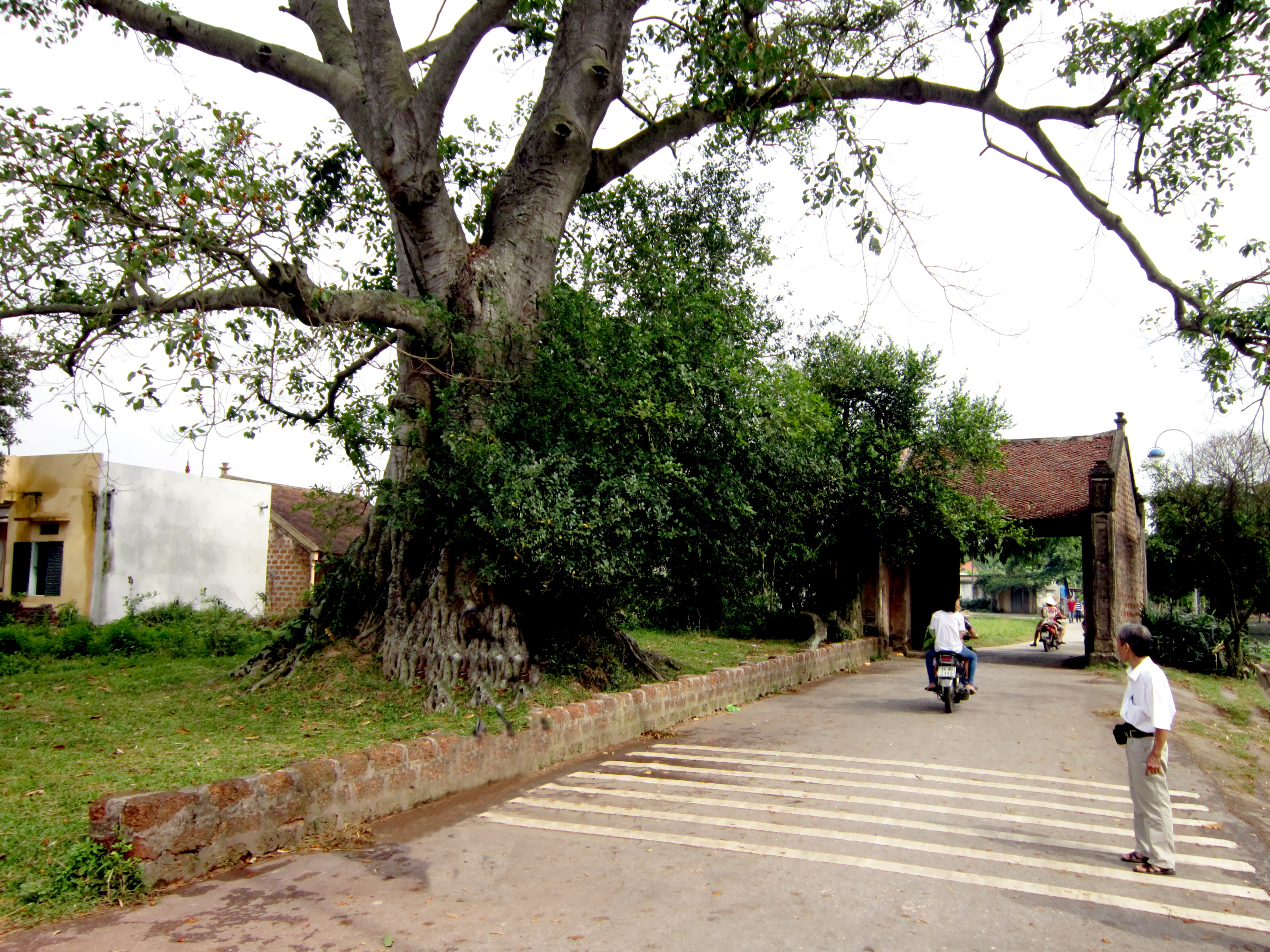
Cổng vào làng cổ Đường Lâm ở thị xã Sơn Tây

Cổng làng có mặt là đề tài trong một số thi ca Việt Nam. Thi sĩ Bàng Bá Lân có bài "Cổng làng" như sau:
Chiều hôm đón mát cổng làng,
Gió hiu hiu đẩy mây vàng êm trôi.
Đồng quê vờn lượn chân trời,
Đường quê quanh quất bao người về thôn.
Sáng hồng lơ lửng mây son,
Mặt trời thức giấc, véo von chim chào.
Cổng làng rộng mở ồn ào,
Nông phu lững thững đi vào nắng mai.
Trưa hè bóng lặng nắng oi,
Mái gà cục cục tìm mồi dắt con.
Cổng làng vài chị gái non
Dừng chân uể oải chờ cơn gió nồm.
Những khi gió lạnh mưa buồn,
Cổng làng im ỉm bên đường lội trơn.
Nhưng khi trăng sáng chập chờn,
Kìa bao nhiêu bóng trên đường thướt tha.
Ngày xuân lúa chín thơm đưa...
Rồi Đông gầy chết, Xuân chưa vội vàng.
Mừng xuân ngày hội cổng làng
Là nơi chen chúc bao nàng ngây thơ.
Ngày nay dù ở nơi xa,
Nhưng khi về đến cây đa đầu làng,
Thì bao nhiêu cảnh mơ màng
Hiện ra khi thoáng cổng làng trong tre.
Nhạc sĩ Văn Phụng trong bài "Trăng sáng vườn chè" thì nhắc tới cái cổng làng là nơi người vợ ra đón chồng buổi vinh quy sau khi đậu tiến sĩ trở về. Bài hát cũng nhắc lại tục lệ dù là địa vị cao cả như quan nghè khi đến cổng làng cũng phải xuống ngựa:
Một quan là sáu trăm đồng
Chắt chiu tháng tháng cho chồng đi thi
Chồng tôi cưỡi ngựa vinh quy
Hai bên có lính hầu đi dẹp đường
Tôi ra đón tận cổng làng,
Chồng tôi xuống ngựa cả làng ra xem...